# رانش (مخابرات)
در مخابرات، رانش یا انحراف (به انگلیسی: drift) یک تغییر نسبتاً طولانی مدت در یک ویژگی، مقدار یا پارامتر عملیاتی یک سامانه یا تجهیزات است. رانش باید مشخص شود، مانند «رانش فرکانس روزانه» و «رانش سطح خروجی». رانش معمولاً نامطلوب و یک‌طرفه (به انگلیسی: unidirectional) است، اما ممکن است دوطرفه، چرخه‌ای یا با دیرش (به انگلیسی: duration) درازمدت و نرخ گردش (به انگلیسی: excursion) کم به‌صورت ناچیز باشد.
رانش همچنین در کاربردهای پخش‌جاری شبه‌همگام‌سازی‌شده، مانند پخش‌جاری صوتی با نهانیکم از طریق تی‌سی‌پی/آی‌پی، رایج است. به‌طور معمول هر دو انتهای یک اتصال پخش‌جاری با یک ساعت اصلی هماهنگ می‌مانند، اما تی‌سی‌پی/آی‌پی این سازوکار «ساعت اصلی» را ارائه نمی‌کند؛ بنابراین، کاربردهایی که ساعت‌های ثابت را اجرا می‌کنند به مرور زمان رانش ازهم‌دور می‌شوند و اشکالاتی رخ می‌دهد. این معمولاً با کنترل‌سازی لغزش یا رانش، با اندکی تغییردادن سرعت ساعت در یک انتهای اتصال برطرف می‌شود.